# انقلاب مخملی چکسلواکی
انقلاب مخملی (چکی: Sametová revoluce) یا انقلاب آرام (اسلواکی: Nežná revolúcia) یک انتقال قدرت بدون خشونت در چکسلواکی سابق بود که از ۱۷ نوامبر تا ۲۸ نوامبر ۱۹۸۹ به طول انجامید. در تظاهرات مردمی علیه حکومت تک حزبی حزب کمونیست چکسلواکی، دانشجویان و مخالفان میانسال بیش از سایر گروها نقش آفرینی کردند. سرانجام اعتراضات به حکومت ۴۱ ساله حزب کمونیست و سیستم اقتصاد دستوری پایان بخشید. پس از انقلاب، جمهوری پارلمانی برای اداره کشور انتخاب شد.
در ۱۷ نوامبر ۱۹۸۹ (روز جهانی دانشجو)، پلیس ضد شورش تظاهرات دانشجویان در پراگ را سرکوب کرد. این اعتراضات به مناسبت پنجاهمین سالگرد سرکوب اعتراضات دانشجویان دانشگاه پراگ علیه نازی‌ها در سال ۱۹۳۹ برگزار شد که در جریان آن اعتراضات ۱۲۰۰ دانشجو دستگیر و ۹ نفر کشته شده بودند. این رویداد جرقه اعتراضات ضد کمونیستی را زد که تا اواخر دسامبر ادامه یافت. در ۲۰ نوامبر، تعداد معترضان در پراگ به حدود ۵۰۰۰۰۰ افزایش یافت در حالی که در روز قبل تعداد معترضان ۲۰۰۰۰۰ نفر تخمین زده شده بود. همه مقامات ارشد حزب کمونیست، از جمله دبیرکل میلوش یاکش، در ۲۴ نوامبر استعفا دادند. در ۲۷ نوامبر، تمام شهروندان چکسلواکی یک اعتصاب سراسری دو ساعته به راه انداختند.
در واکنش به فروپاشی سایر دولت‌های عضو پیمان ورشو و افزایش اعتراضات خیابانی، حزب کمونیست چکسلواکی در ۲۸ نوامبر اعلام کرد که قدرت را رها می‌کند و به نظام تک‌حزبی پایان خواهد داد. دو روز بعد، پارلمان فدرال رسماً بخش‌هایی از قانون اساسی را که انحصار قدرت را در اختیار کمونیست‌ها قرار می‌داد، حذف کرد. در اوایل دسامبر، سیم خاردار و سایر موانع از مرز چکسلواکی با آلمان غربی و اتریش برداشته شد. در ۱۰ دسامبر گوستاو هوساک (رئیس‌جمهور) نخستین دولت عمدتاً غیر کمونیست از سال ۱۹۴۸ را تشکیل داد و استعفا کرد. الکساندر دوبچک در ۲۸ دسامبر به عنوان رئیس پارلمان فدرال و واتسلاو هاول در ۲۹ دسامبر ۱۹۸۹ به عنوان رئیس‌جمهور چکسلواکی انتخاب شدند.
در ژوئن ۱۹۹۰ و برای نخستین بار از سال ۱۹۴۶ اولین انتخابات آزاد و دموکراتیک در چکسلواکی برگزار شد. در ۱ ژانویه ۱۹۹۳ چکسلواکی به‌طور مسالمت آمیز به دو کشور جمهوری چک و جمهوری اسلواکی تقسیم شد.
انحلال چکسلواکی عمدتاً به دلیل مسائل مربوط به حاکمیت ملی بین اسلواک‌ها و چک‌ها (دو قومیت اصلی تشکیل دهنده چکسلواکی سابق) رخ داد.

## پیش از انقلاب
حزب کمونیست در ۲۵ فوریه ۱۹۴۸ قدرت را به دست گرفت. پس از آن به هیچ حزب مخالفی اجازه فعالیت رسمی داده نشد. دگراندیشان (به ویژه منشور ۷۷ و انجمن مدنی) کلوب‌های موسیقی را ایجاد کردند (به صورت محدود و به صورت سازمان‌های غیردولتی مجاز) و نشریات داخلی (سامیزدات) را منتشر کردند. منشور ۷۷ توسط دولت غیرقانونی اعلام شد و امضا کنندگان آن تا زمان فروپاشی رژیم کمونیستی تحت تعقیب قرار گرفتند. بعدها، با ظهور انجمن مدنی، امیدها برای رسیدن به استقلال افزایش یافت. تا ۱۷ نوامبر ۱۹۸۹، مقامات از طریق پلیس مخفی به آزار و اذیت مردم می‌پرداختند؛ بنابراین، عموم مردم از ترس اخراج از محل کار یا مدرسه آشکارا از مخالفان حکومت حمایت نکردند. ممکن بود آثار نویسندگان و فیلمسازان به دلیل «نگرش منفی به رژیم سوسیالیست» توقیف شود. حکومت به مردم اجازه سفر به کشورهای غیر کمونیستی را نمی‌داد. به دنبال آن توزیع و پخش موسیقی خارجی ممنوع اعلام شد. رژیم کمونیستی اقدام به تهیه لیست سیاه از افراد مختلف از جمله فرزندان کارآفرینان سابق، سیاستمداران غیر کمونیست، افرادی که برخی از خانواده‌شان در غرب بودند، حامیان الکساندر دوبچک در طول بهار پراگ، مخالفان اشغال نظامی توسط شوروی، مبلغان مذهبی، تحریم کنندگان انتخابات پارلمانی (تقلبی خواندن انتخابات)، امضا کنندگان منشور ۷۷ و کسانی که با این افراد معاشرت داشتند کرد. اجرای این قوانین [لیست سیاه] آسان بود، زیرا همه مدارس، رسانه‌ها و مشاغل متعلق به دولت بود. آنها [افراد حاضر در لیست سیاه] تحت نظارت مستقیم قرار داشتند و اغلب اوقات [سیاستمداران] از آنها به عنوان سلاحی برای تهمت زدن به رقبا استفاده می‌کردند.
ماهیت لیست سیاه به تدریج و پس از معرفی سیاست‌های گلاسنوست (فضای باز) و پرسترویکا (تجدید ساختار) توسط میخائیل گورباچف در سال ۱۹۸۵ تغییر کرد. رهبری حزب کمونیست چکسلواکی در کلام از پرسترویکا حمایت می‌کرد، ولی تغییرات اندکی ایجاد کرد. صحبت در مورد بهار پراگ ممنوع بود. اولین تظاهرات ضد دولتی در سال ۱۹۸۸ (برای نمونه تجمع شمع‌به‌دستان) و ۱۹۸۹ رخ داد، اما این اعتراضات سرکوب و معترضان توسط پلیس دستگیر شدند.
در اواخر دهه ۱۹۸۰ نارضایتی از استانداردهای زندگی و نارسایی‌های اقتصادی موجب شد تا مردم خواستار انجام اصلاحات اقتصادی شوند. شهروندان با صراحت بیشتری سیستم را به چالش می‌کشیدند. در سال ۱۹۸۹، شهروندانی که قبلاً نسبت به وضع موجود بی‌تفاوت بودند، مایل بودند آشکارا نارضایتی خود را از رژیم ابراز کنند. بسیاری از شخصیت‌های مهم و همچنین کارگران عادی در سال ۱۹۸۹ طوماری‌هایی را در حمایت از واتسلاو هاول که در زندان به سر می‌برد امضا کردند.
در اوایل سال ۱۹۸۹، اولین نشانه‌های برقراری روابط مجدد بین چکسلواکی کمونیستی و اسرائیل با برگزاری جلساتی در مورد مسائل مشترکی همچون آزادی مذهبی یهودیان، خاطره هولوکاست و روابط یهودیان باقیمانده در چکسلواکی با سایر یهودیان جهان که شامل رابطه با جامعه قدرتمند یهودیان ایالات متحده نیز می‌شد، پدیدار شد.
نگرش‌های اصلاح‌طلبانه منجر به امضای طوماری شد که در آن بر پایان سانسور و آغاز اصلاحات اساسی سیاسی تأکید شده بود این طومار در تابستان ۱۹۸۹ منتشر شد. .
انگیزه‌های فوری برای انقلاب از تحولات کشورهای همسایه و پایتخت چکسلواکی نشئت می‌گرفت. در ماه اوت، شهروندان آلمان شرقی سفارت آلمان غربی در پراگ را اشغال کردند و خواستار پناهندگی به آلمان غربی شدند. پس از ۳ نوامبر، هزاران شهروند آلمانی شرقی با قطار از پراگ به آلمان غربی رفتند. با فروپاشی دیوار برلین در ۹ نوامبر نیاز به مسیرهای انحرافی این‌چنینی از بین رفت.
در ۱۶ نوامبر، بسیاری از همسایگان چکسلواکی شروع به کنار گذاشتن حکومت استبدادی کردند. شهروندان چکسلواکی این رویدادها را از طریق کانال‌های خارجی و داخلی تلویزیون تماشا کردند. همچنین اتحاد جماهیر شوروی از تغییر نخبگان حاکم بر چکسلواکی حمایت کرد، اگرچه سرنگونی رژیم کمونیستی را پیش‌بینی نمی‌کرد.

## سیر رویدادها

### ۱۶ نوامبر
در آستانه روز جهانی دانشجو (پنجاهمین سالگرد دستور ویژه پراگ (آلمانی: Sonderaktion Prag)، یورش نازی‌ها به دانشگاه‌های پراگ در سال ۱۹۳۹)، دانش آموزان دبیرستانی و دانشجویان اسلواکی تظاهرات مسالمت آمیزی را در مرکز براتیسلاوا ترتیب دادند. حزب کمونیست اسلواکی انتظار پیش آمدن مشکلاتی را داشت و سازمان‌دهی شده بودن تظاهرات را به چشم یک مشکل می‌دید. نیروهای مسلح قبل از تظاهرات به حالت آماده باش درآمدند. در پایان، دانشجویان با آرامش از میان شهر گذشتند و نماینده‌ای را برای بحث دربارهٔ خواسته‌های خود به وزارت آموزش فرستادند.

### ۱۷ نوامبر

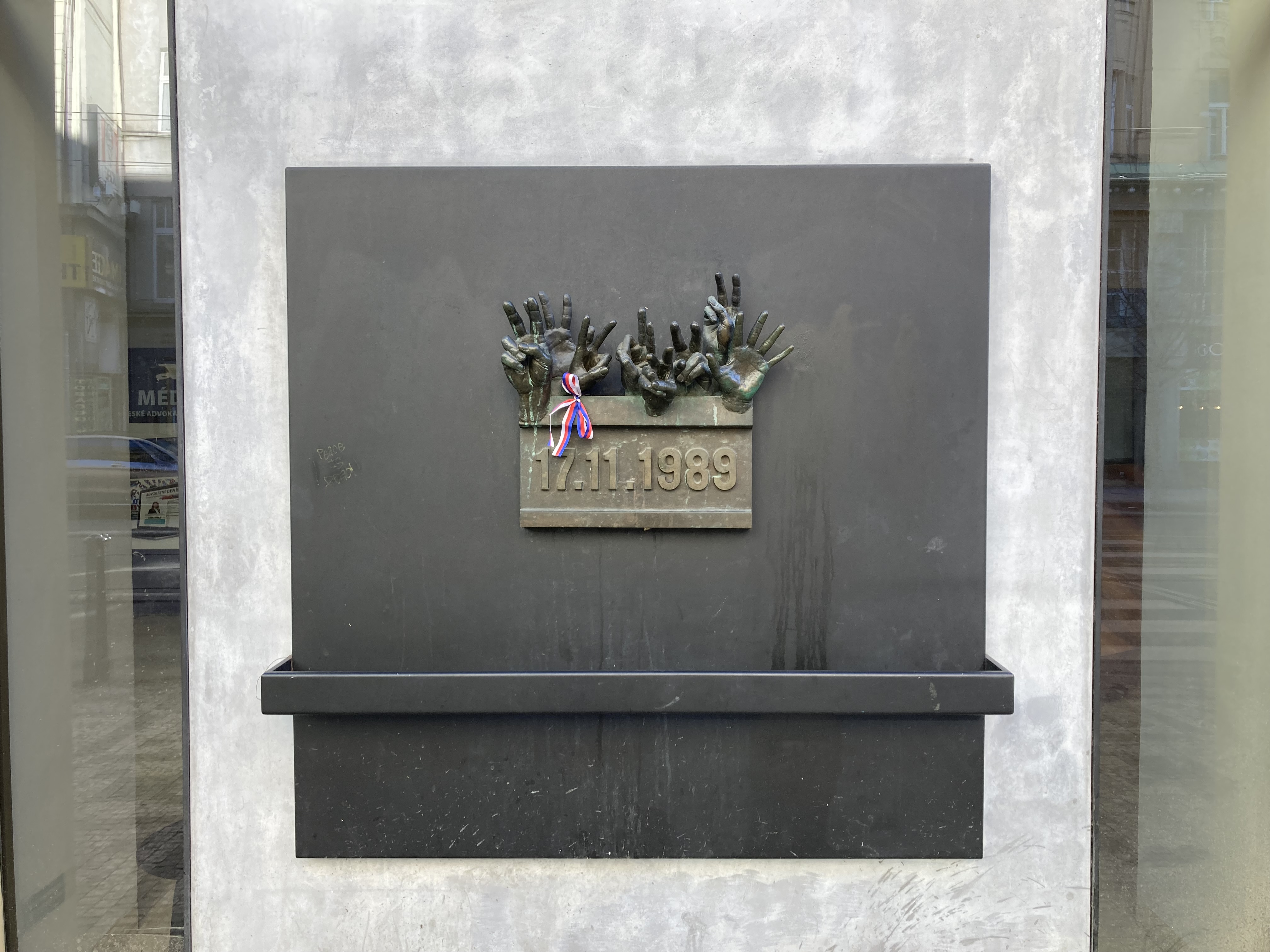
یادبود تظاهرات ۱۷ نوامبر دانشجویان، در پراگ

جنبش‌های تازه‌ای به رهبری واتسلاو هاول با ایدهٔ جامعه‌ای متحد و با هدف بازسازی سیاسی دولت به راه افتاد. اتحادیه جوانان سوسیالیست (نماینده حزب کمونیست چکسلواکی) تظاهرات گسترده‌ای را در ۱۷ نوامبر برای بزرگداشت روز جهانی دانشجو و پنجاهمین سالگرد قتل یان اوپلتال (دانشجوی کشته شده در جریان یوزش نازی‌ها به دانشگاه پراگ) توسط دولت نازی ترتیب داد.
بیشتر اعضای اتحادیه، در باطن، مخالف رهبران کمونیست بودند، ولی از ترس شکنجه سخنی نمی‌گفتند. این تظاهرات، فرصتی برای دانشجویان معتدل بود تا به دیگران بپیوندند و نظرات خود را بیان کنند. تا ساعت ۱۶:۰۰ حدود ۱۵۰۰۰ نفر به تظاهرات پیوستند. آنها (بر اساس استراتژی بنیانگذاران جنبش استوها، ییرژی دینزبیر و شیمون پانک) به سمت قبر کارل هینک ماخا در گورستان ویشهراد رفتند و - پس از پایان رسمی راهپیمایی - با حمل بنرها و شعارهای ضد کمونیستی به سمت مرکز شهر پراگ رفتند.
حدود ساعت ۱۹:۳۰ پلیس ضد شورش معترضان را در خیابان نارودنی متوقف کرد. همه راه‌های فرار را بستند و به دانش آموزان حمله کردند. هنگامی که همه معترضان متفرق شدند، یکی از مأموران مخفی پلیس به نام لودویک زیفچاک که بین معترضان نفوذ کرده بود نقش زمین شد. زیفچاک از نظر جسمی صدمه‌ای ندیده بود و تظاهر به مرگ نیز نکرده بود. او فقط دچار هیجان شده بود. سپس پلیس او را به آمبولانس انتقال داد.
فضای ترس و ناامیدی، باعث به وجود آمدن شایعه در مورد کشته شدن دانشجویی به نام مارتین اشمید شد. شایعه توسط دراهومیرا دراژسکا ساخته شد ایده این شایعه هنگامی که او در جریان تظاهرات مجروح شده بود و برای مداوا به بیمارستان رفته بود به ذهنش رسید. دراژسکا در کالج کار می‌کرد و روز بعد شایعه خود را با چندین نفر از جمله همسر روزنامه‌نگار پتر اوهل، خبرنگار رادیو اروپای آزاد/رادیو آزادی در میان گذاشت. این حادثه مردم را متأثر کرد و باعث تسریع در روند انقلاب شد. عصر همان روز دانشجویان و بازیگران تئاتر تصمیم به اعتصاب گرفتند.

### ۱۸ نوامبر
دو دانشجو در خانهٔ شخصی نخست‌وزیر لادیسلاو آدامک با او ملاقات کردند و آنچه در خیابان نارودنی رخ داده بود، برای او شرح دادند. در تئاتر رئالیستی پراگ اعلام اعتصاب شد سایر تئاتر نیز به سرعت به اعتصاب پیوستند. سن تئاترها تبدیل به محل بحث و گفتگو عمومی شد.
با ابتکار دانشجویان آکادمی هنرهای نمایشی پراگ، دانشجویان پراگ به اعتصاب پیوستند. این اعتصاب با همراهی دانشجویان سراسر کشور همراه شد. کارمندان و بازیگران تئاتر در پراگ از این اعتصاب حمایت کردند. بازیگران به جای رفتن روی سن، اعلامیه دانشجویان و هنرمندان را برای حضار خواندند که در آن خواستار اعتصاب عمومی در ۲۷ نوامبر شده بودند.
پوسترها و اعلامیه‌های خانگی در سطح جامعه توزیع شد. از آنجایی که همه رسانه‌ها (رادیو، تلویزیون، روزنامه‌ها) شدیداً توسط حزب کمونیست کنترل می‌شدند، این تنها راه برای انتشار پیام بود.
شامگاه رادیو اروپای آزاد گزارش داد که یک دانشجو (به نام مارتین اشمید) در تظاهرات روز گذشته توسط پلیس کشته شد. اگرچه این گزارش غلط بود، اما موجب تشدید بحران شد و باعث شد تا شهروندان مردد بر ترس خود غلبه کنند و به اعتراضات بپیوندند.

### ۱۹ نوامبر

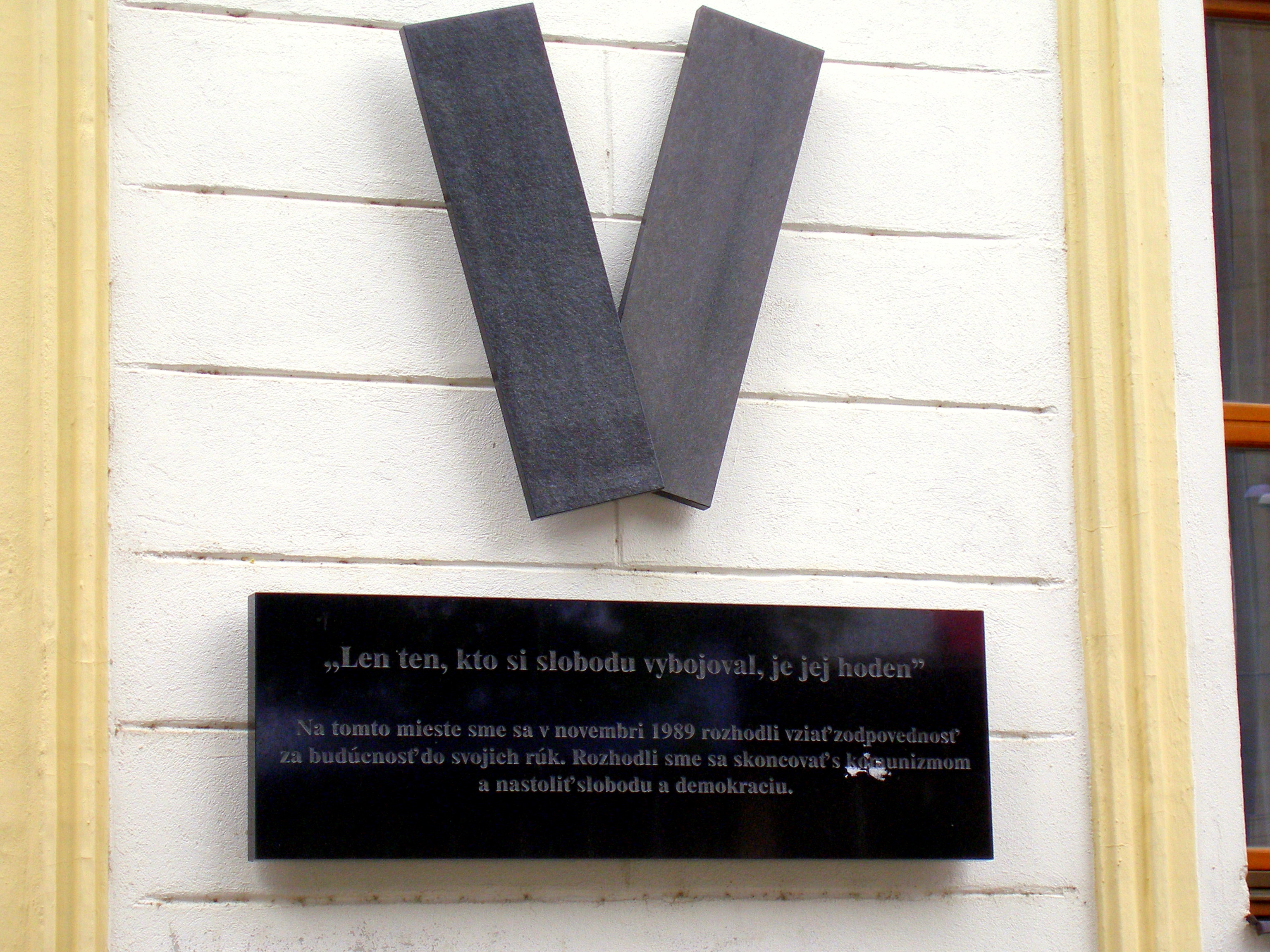
یادبود انقلاب مخملی در براتیسلاوا (Námestie SNP)، اسلواکی: "تنها کسانی که برای آزادی خود مبارزه می‌کنند شایسته آن هستند. در نوامبر ۱۹۸۹ در این مکان تصمیم گرفتیم مسئولیت آینده خود را به دود بگیریم. ما تصمیم گرفتیم به کمونیسم پایان دهیم و آزادی و دموکراسی را برقرار کنیم."

تئاترها در براتیسلاوا، برنو، استراوا و دیگر شهرها دست به اعتصاب زدند. اعضای انجمن‌های هنری و ادبی و همچنین سازمان‌ها و مؤسسات به اعتصاب پیوستند.
اعضای یک ابتکار مدنی با نخست‌وزیر ملاقات کردند، او به آنها گفت که دو بار درخواست استعفا داده اما با آن موافقت نشده است او در ادامه گفت ایجاد تغییر مستلزم اعتراضات گسترده‌ای همانند اعتراضات آلمان شرقی (حدود ۲۵۰۰۰۰ دانشجو) است. او سپس گفت انتظار دارد تا در این مسیر تلفات و خسارات به حداقل برسد.
حدود ۵۰۰ هنرمند، دانشمند و رهبر اسلواکیایی در ساعت ۱۷:۰۰ در انجمن هنر (Umelecká beseda) در براتیسلاوا گردهم آمدند. آنها حمله به دانشجویان در ۱۷ نوامبر را محکوم کردند و جنبش «مردم بر ضد خشونت» را تشکیل دادند که تبدیل به یکی از اصلی‌ترین حامیان جنبش اپوزیسیون در اسلواکی شد. اعضای مؤسس آن میلان کینیاژکو، یان بودای و دیگران بودند.
بازیگران و تماشاگران در یکی از تئاترهای شهر پراگ، به همراه واتسلاو هاول و دیگر اعضای برجسته منشور ۷۷ اقدام به تأسیس جنبش انجمن مدنی (Občanské fórum، معادل جنبش مردم بر ضد خشونت اسلواکی) به عنوان یک جنبش مردمی برای ایجاد اصلاحات کردند. آنها خواستار برکناری مقامات ارشد مسئول خشونت و تحقیق مستقل در مورد حادثه حمله به دانشجویان و همچنین آزادی تمام زندانیان سیاسی شدند.
دانشجویان دانشگاه دست به اعتصاب زدند. مسئولان دولتی در تلویزیون خواستار آرامش و بازگشت مردم به سر کار خود شدند. مارتین اشمید در گفتگویی اعلام کرد کسی کشته نشده است. کیفیت ضبط تصویر پایین بود و همین باعث ادامهٔ شایعات شد. چند روز طول کشید تا سخن اشمید تأیید شود و تا آن زمان، انقلاب شتاب بیشتری به خود گرفته‌بود.
رهبران ابتکار دموکراتیک در بیانیه‌ای چهار خواسته خود را مطرح کردند: ۱. استعفای اعضای هیئت رئیسه کمیته مرکزی حزب کمونیست که در تهاجم پیمان ورشو به پراگ نقش داشتند ۲. استعفای مقاماتی که در سرکوب اعتراضات مسالمت آمیز شهروندان نقش داشتند ۳. تشکیل کمیسیونی این موارد را بررسی کند، مقصران را شناسایی و مجازات کند. این کمیسیون باید شامل نمایندگان ابتکار مدنی باشد ۴. آزادی تمام زندانیان سیاسی و معترضان دستگیر شده.

### ۲۰ نوامبر

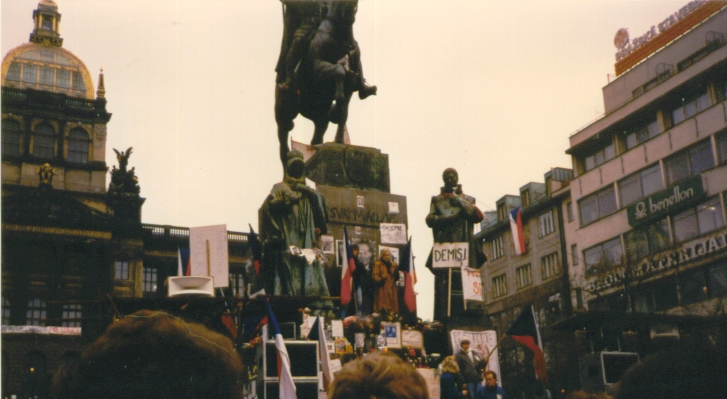
بنای یادبود سنت ونسسلاس

دانشجویان و بازیگران تئاتر اعلام کردند تا زمان تحقق خواسته‌هایشان اعتصاب خواهند کرد. پلیس از حرکت معترضان به سمت قلعه پراگ جلوگیری کرد و مانع پیوستن مردم به اعتصاب کنندگان شدند.
نمایندگان انجمن عمومی به صورت غیررسمی و بدون حضور هاول با آدامک مذاکره کردند. آدامک با خواسته‌های دانشجویان اعلام همدردی کرده بود. با این حال، در جلسه ویژه کابینه که در همین روز برگزار شد با درخواست مذاکره و پیش نویس بیانیه نخست‌وزیر، مخالفت شد و او نیز جلسه را ترک کرد. دولت سپس در یک بیانیه رسمی اعلام کرد که امتیازی به مخالفان نداده است و نسبت به اعتراضات ابراز نگرانی کرد همچنین در ادامه خواستار بازگشت نظم عمومی به وسیله زور و اقدامات قهری شد.
انجمن مدنی درخواستی دیگری برخواسته‌های قبلی خود افزود: لغو جایگاه حاکمیتی حزب کمونیست از قانون اساسی. اولین روزنامه آزاد و بدون سانسور در این روز شروع به چاپ کرد. اعتراضات گسترده‌ای در پراگ (۱۰۰۰۰۰ نفر) و براتیسلاوا رخ داد.

### ۲۱ نوامبر

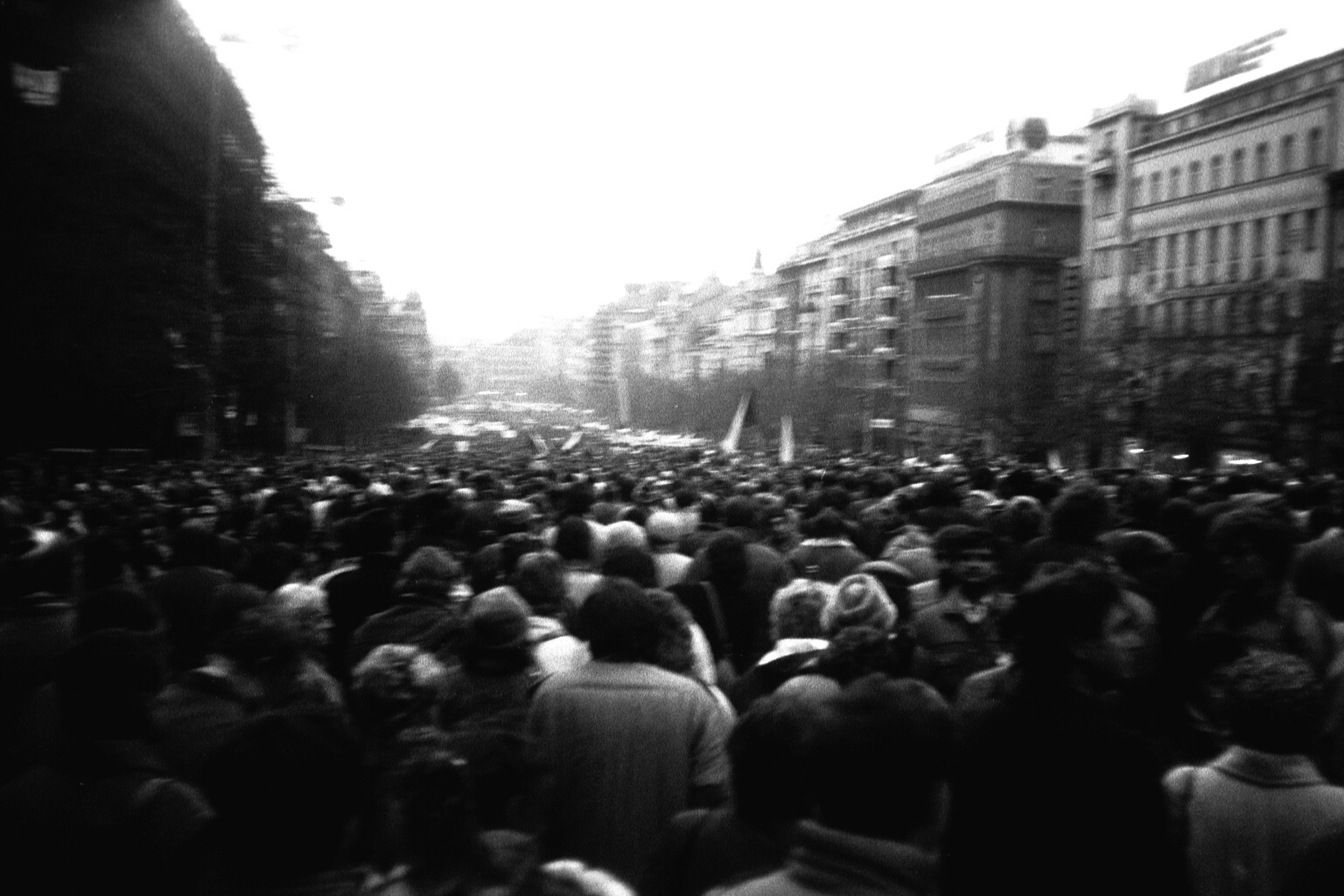
مردم در میدان ونسسلاس

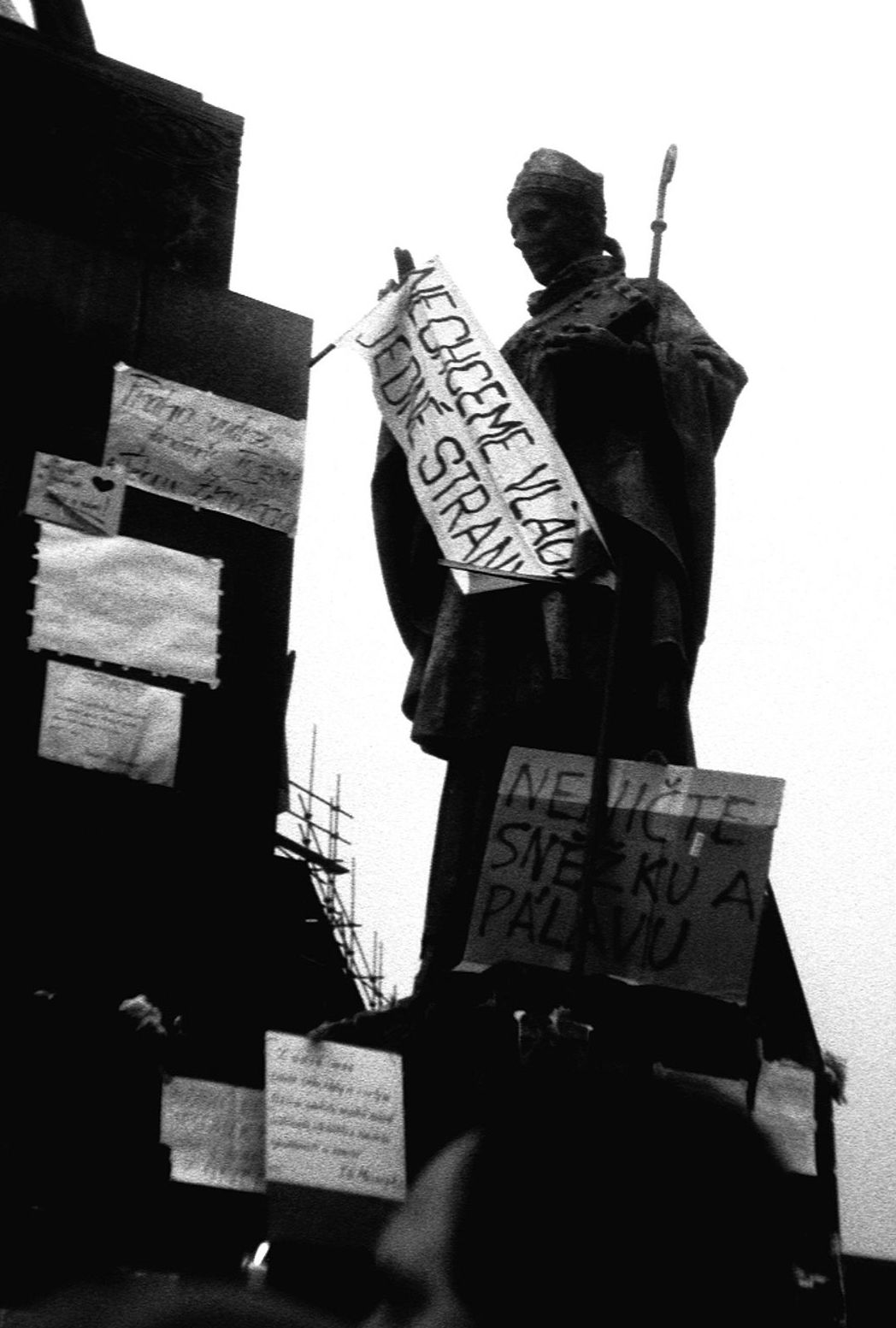
مجسمه سنت آدلبرت پراگ پوشیده شده با بنر و پلاکارد

نخستین دیدار رسمی مجمع مدنی با نخست‌وزیر برگزار شد. نخست‌وزیر در این دیدار گفت شخصاً تضمین خواهد کرد که هیچ خشونتی علیه مردم اعمال نخواهد شد. با این حال او گفت «از سوسیالیسم محافظت می‌کند و هیچ بحثی در مورد آن ممکن نخواهد بود». تظاهرات مردمی سازمان‌یافته در میدان ونسسلاس در مرکز پراگ برگزار شد (در روزهای آینده نیز مردم در این مکان دست به اعتراض زدند). هنرمندان و دانشجویان به کارخانه‌های درون و بیرون پراگ رفتند تا برای همکاران خود در شهرهای دیگر، حمایت کسب کنند.
اعتراضات گسترده‌ای در میدان هِویِزدوسلاو در مرکز شهر براتیسلاوا به راه افتاد (در روزهای بعد به میدان قیام ملی اسلواکی منتقل شد). دانشجویان خواسته‌هایشان را مطرح کردند و از مردم خواستند در اعتصاب عمومی ۲۷ نوامبر شرکت کنند. در تجمع جداگانه ای مقابل کاخ دادگستری معترضان خواستار آزادی زندانی سیاسی یان چانوگورسکی (نخست‌وزیر آینده اسلواکی) شدند. الکساندر دوبچک در این تظاهرات سخنرانی کرد - اولین حضور او در طول انقلاب مخملی بود. چانوگورسکی در ۲۳ نوامبر آزاد شد. در روزهای آینده تظاهرات گسترده‌تری در تمام شهرهای بزرگ چکسلواکی به وقوع پیوست.
کاردینال فرانتیشک توماشک، کشیش ارشد کاتولیک سرزمین‌های بوهمی حمایت خود از دانشجویان را اعلام کرد و با صدور بیانیه‌ای از سیاست‌های جاری دولت انتقاد کرد. برای اولین بار در طول انقلاب مخملی، لوبومیر فلدک در جریان نشست جنبش مردم علیه خشونت درخواست لغو ماده‌ای در قانون اساسی که «رهبری» و اداره کشور را به حزب کمونیست می‌سپرد مطرح کرد.
همان شب، میلوش یاکش رئیس حزب کمونیست چکسلواکی نطق ویژه‌ای را در تلویزیون ارائه داد. او گفت که نظم باید حفظ شود، سوسیالیسم تنها آلترناتیو برای توسعه چکسلواکی است و از معترضان انتقاد کرد. مقامات دولتی، به ویژه میلوش یاکش، رئیس حزب کمونیست، موضع تند خود را حفظ کردند. در طول شب، آنها ۴۰۰۰ عضو «شبه نظامیان خلق» (یک سازمان شبه نظامی که مستقیماً تابع حزب کمونیست بود) را به پراگ احضار کرده بودند تا اعتراضات را سرکوب کنند، اما از این کار منصرف شدند.

### ۲۲ نوامبر
انجمن عمومی اعتصاب سراسری دوساعته‌ای را برای ۲۷ نوامبر اعلام کرد. نخستین گزارش‌های زنده از تظاهرات در میدان ونسسلاس در تلویزیون فدرال پخش شد (اما پس از اینکه یکی از معترضان از دولت فعلی انتقاد و در عوض از الکساندر دوبچک حمایت کرد پخش زنده به سرعت قطع شد).
دانشجویان اعتصاب‌کننده نمایندگان دولت اسلواکی و حزب کمونیست اسلواکی را وادار کردند در گفتگویی شرکت کنند و نمایندگان دولتی به سرعت در موضع دفاعی قرار گرفتند.
کارکنان بخش اسلواک تلویزیون فدرال از رهبران تلویزیون فدرال درخواست کردند که اطلاعات واقعی در مورد رویدادهای کشور ارائه دهند در غیر این صورت دست به اعتصاب خواهند زد. پخش گزارش‌های زندهٔ بدون سانسور از تظاهرات در براتیسلاوا آغاز شد.

### ۲۳ نوامبر
اخبار عصر نشان داد که کارگران کارخانه لوکوموتیو، میروسلاو اشتپان از مقامات رژیم کمونیست را هو می‌کنند. ارتش رهبری کمونیست را از آمادگی خود برای اقدام علیه معترضان آگاه کرد (در نهایت هرگز عملی نشد). ارتش و وزارت دفاع برای اقدام علیه مخالفان آماده می‌شدند. اما بلافاصله پس از جلسه ویژه مقامات رژیم کمونیستی، وزیر دفاع با ایراد سخنرانی تلویزیونی اعلام کرد که ارتش هرگز اقدامی علیه مردم نخواهد کرد و خواستار پایان یافتن اعتراضات شد.

### ۲۴ نوامبر
کل هیئت رئیسه، از جمله دبیرکل میلوش یاکش، استعفا دادند و کارل اوربانک، کمونیست میانه‌رو به عنوان دبیرکل معرفی شد. تلویزیون فدرال برای اولین بار تصاویری را از ۱۷ نوامبر پخش کرد و اولین خطابه تلویزیونی واتسلاو هاول را پخش کرد که در آن بیشتر به اعتصاب عمومی برنامه‌ریزی شده روز ۲۷ نوامبر می‌پرداخت. تلویزیون و رادیو چکسلواکی اعلام کردند که به اعتصاب سراسری خواهند پیوست. مناظره و گفتگو بین نمایندگان دولت و مخالفان توسط تلویزیون فدرال اسلواکی پخش شد. اپوزیسیون شامل یان بودای، فدور گال، ولادیمیر اوندروش و نمایندگان دولت نیز شامل اشتفان هودوبا (مدیر شرکت خودروسازی براتیسلاوا)، پتر وایس (دبیر مؤسسه مارکس لنینیسم حزب کمونیست اسلواکی) و مدیر فولاد ورکز کوشیتسه بودند. این اولین گفتگوی آزاد در تلویزیون چکسلواکی از زمان شروع به کارش بود. پس از آن، کارکنان ویراستاری روزنامه‌های اسلواکی پیوستن به اعتصاب را آغاز کردند.

### ۲۵ نوامبر

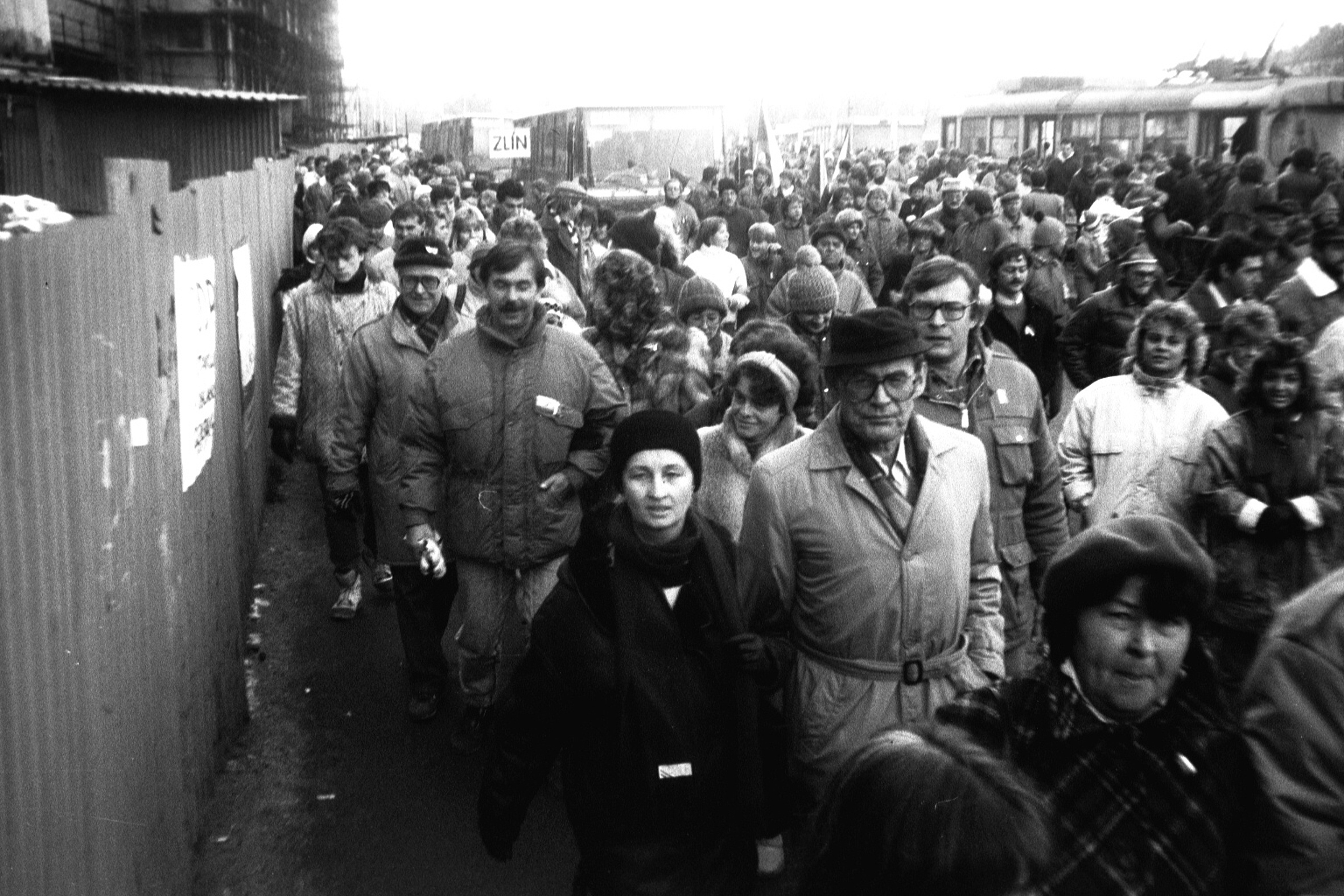
۲۵ نوامبر، مردم از کلیسای جامع پراگ (جایی که مراسم عشای ربانی به افتخار تقدیس آگنس بوهمی برگزار شد) و ایستگاه متروی هرادچانسکا به سوی لتنا حرکت کردند.

پس از پایان نشست کمیته مرکزی حزب کمونیست ازدنیک هوژنی در یک کنفرانس مطبوعاتی از برکناری تعدادی از مقامات از جمله میلوش یاکش و انتصاب کارل اوربانک به عنوان رهبر حزب خبر داد. لادیسلاو آدامک از عضویت در هیئت رئیسه حزب کمونیست کناره‌گیری کرد. میروسلاو اشتپان نیز تحت فشار افکار عمومی از عضویت در هیئت رئیسه حزب کمونیست استعفا داد. در جریان این تغییرات هیچ توجهی به خواسته‌های معترضان نشد. تعداد افراد حاضر در تظاهرات ضد دولتی در منطقه پراگ-لِتنا به ۸۰۰۰۰۰ نفر رسید. اعتراضات در براتیسلاوا نیز با شرکت حدود ۱۰۰۰۰۰ نفر به اوج خود رسید.

### ۲۶ نوامبر
نخست‌وزیر آدامک برای نخستین بار با هاول دیدار کرد. کارکنان ویراستاری پراودای اسلواکی (روزنامهٔ مرکزی حزب کمونیست در اسلواکی) به مخالفان پیوستند.

### ۲۷ نوامبر

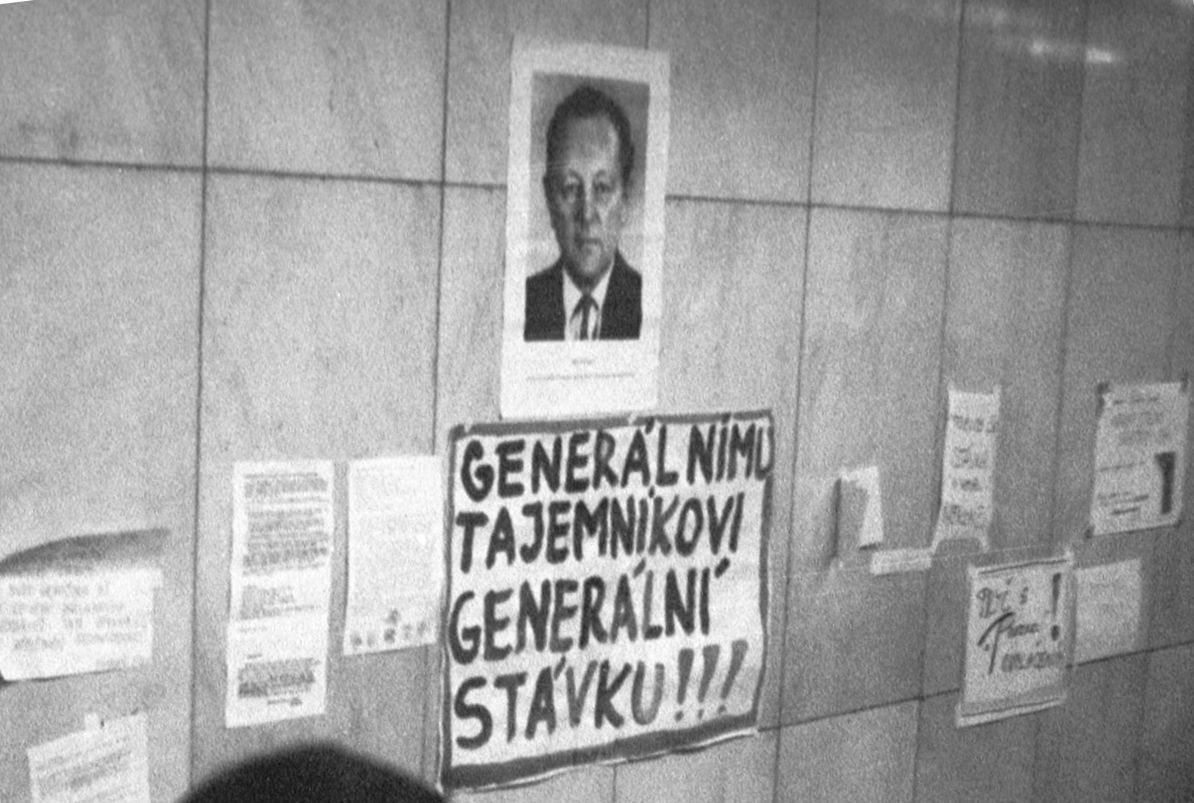
خطاب به دبیرکل - اعتصاب عمومی!!! درخواست به اعتصاب زیر پرتره میلوش یاکش، که در ۲۴ نوامبر استعفا داد

اعتصاب عمومی موفق دو ساعته در این روز که توسط جنبش مدنی رهبری شد باعث شد درخواست‌ها برای یک حکومت جدید شدت یابد. این اعتصاب در سراسر کشور بین ساعت ۱۲:۰۰ تا ۱۴:۰۰ به وقوع پیوست و با حمایت ۷۵ درصدی مردم همراه شد. وزارت فرهنگ اجازه قرار گرفتن آثار ادبی و کتاب‌های ضد کمونیستی را در قفسه کتابخانه‌های عمومی صادر کرد و عملاً به دهه‌ها سانسور پایان داد. انجمن مدنی قابلیت خود را برای برهم زدن نظم سیاسی موجود و در نتیجه تثبیت خود به عنوان صدای مشروع ملت در مذاکرات با دولت نشان داد. جنبش‌های مدنی تمام امکانات خود را برای پشتیبانی از این اعتصاب سراسری بسیج کردند.

### ۲۸ نوامبر
مجلس فدرال ماده «رهبری کشور» توسط حزب کمونیست را از قانون اساسی حذف کرد و رسماً به رهبری کمونیست‌ها در چکسلواکی خاتمه داد.

### ۱۰ دسامبر
پس از ۴۱ سال حاکمیت حزب کمونیست گوستاو هوساک به عنوان اولین رئیس‌جمهور غیر کمونیست سوگند یاد کرد. او اندکی پس از آن استعفا داد.

## پیامدها

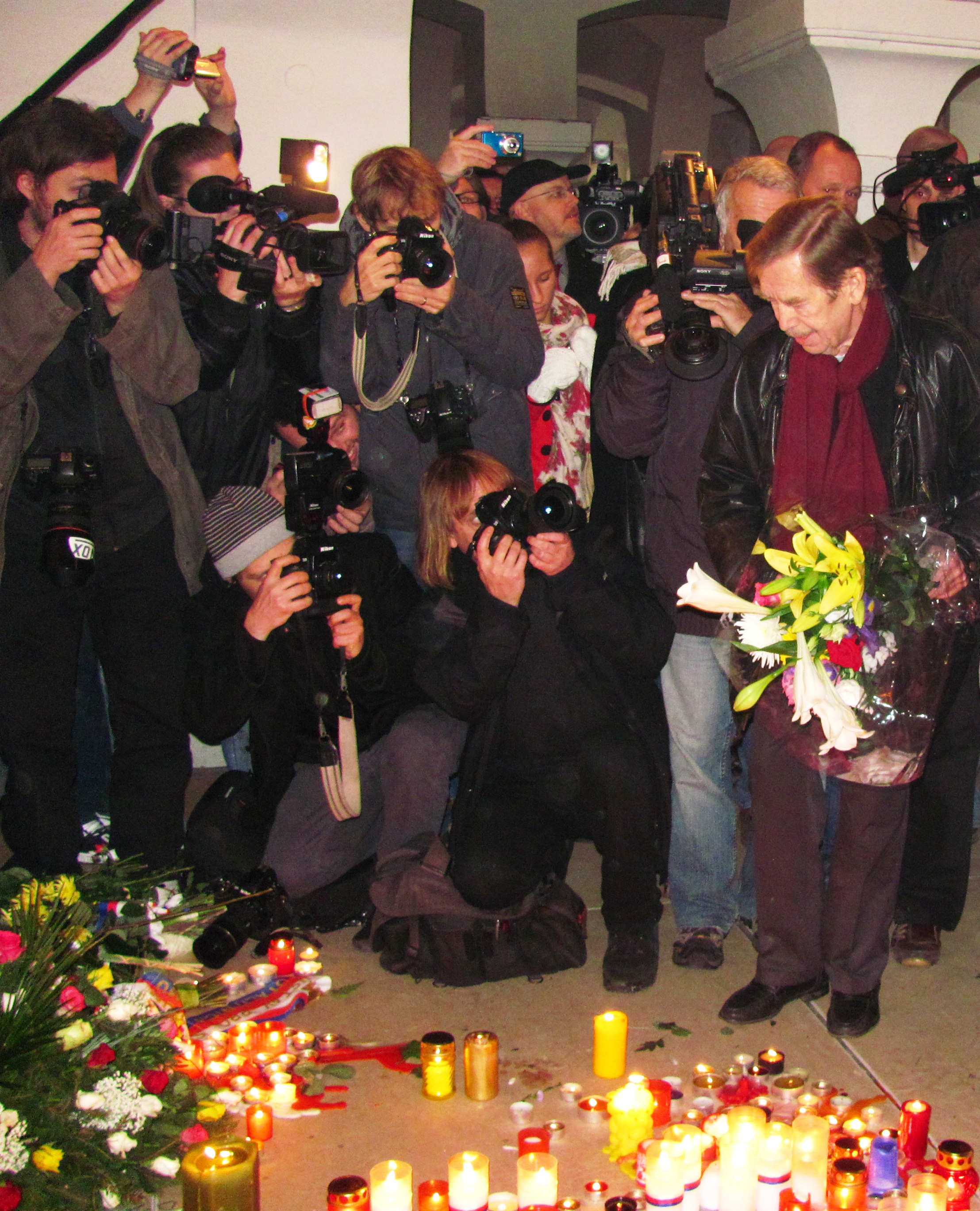
بیست و یکمین سالگرد انقلاب مخملی - رئیس‌جمهور سابق واتسلاو هاول (راست، گل در دست) در یادبود خیابان نارودنی پراگ

پیروزی انقلاب با انتخاب واتسلاو هاول، نمایشنامه نویس و فعال حقوق بشر به عنوان رئیس‌جمهور چکسلواکی در ۲۹ دسامبر ۱۹۸۹ به پایان رسید. همانگونه که تاریخ‌نگار [اسرائیلی] «مارتین واین» به تفصیل بررسی و تحلیل کرده است، این رویداد به دقت طرح‌ریزی شده بود و از نظر نمادین - از جمله به سبب مولفه‌های مذهبی - حائز اهمیت بود.
ظرف چند هفته، هاول دربارهٔ خروج نیروهای شوروی (تقریباً ۷۳۵۰۰ نفر) از چکسلواکی با شوروی مذاکره کرد. طبق قرارداد، نیروهای شوروی در عرض چند ماه چکسلواکی را ترک کردند. انتخابات آزاد در ژوئن ۱۹۹۰ به این حکومت مشروعیت بخشید و زمینه را برای رویارویی با بقایای حزب کمونیست و میراث دوره کمونیستی فراهم کرد.
تهدید احتمالی و اصلی برای ثبات سیاسی و موفقیت گذار به دموکراسی در چکسلواکی درگیری‌های قومی بین مردم چک و اسلواک بود که در دوره پسا کمونیسم دوباره ظاهر شد. با این حال، اجماع عمومی برای حرکت به سمت اقتصاد بازار وجود داشت، بنابراین در اوایل سال ۱۹۹۰، رئیس‌جمهور و مشاوران ارشد اقتصادی او تصمیم گرفتند قیمت‌ها را آزاد کنند، انحصار زدایی و خصوصی‌سازی اقتصاد را انجام دهند. پایان کمونیسم به معنای پایان کار مادام العمر و متعاقب آن افزایش بیکاری بود. برای مبارزه با این پیامدها، دولت مزایای بیکاری و حداقل دستمزد را اجرا کرد. نتایج گذار به دموکراسی و اقتصاد بازار به تحولات خارج از کشور بستگی دارد چرا که این امر می‌تواند باعث تسهیل یا مانع روند تغییرات شود. یکی از پیشرفت‌های قابل توجه افزایش آزادی‌های مذهبی و تجدید روابط با واتیکان و اسرائیل بود.

## نامگذاری و دسته‌بندی

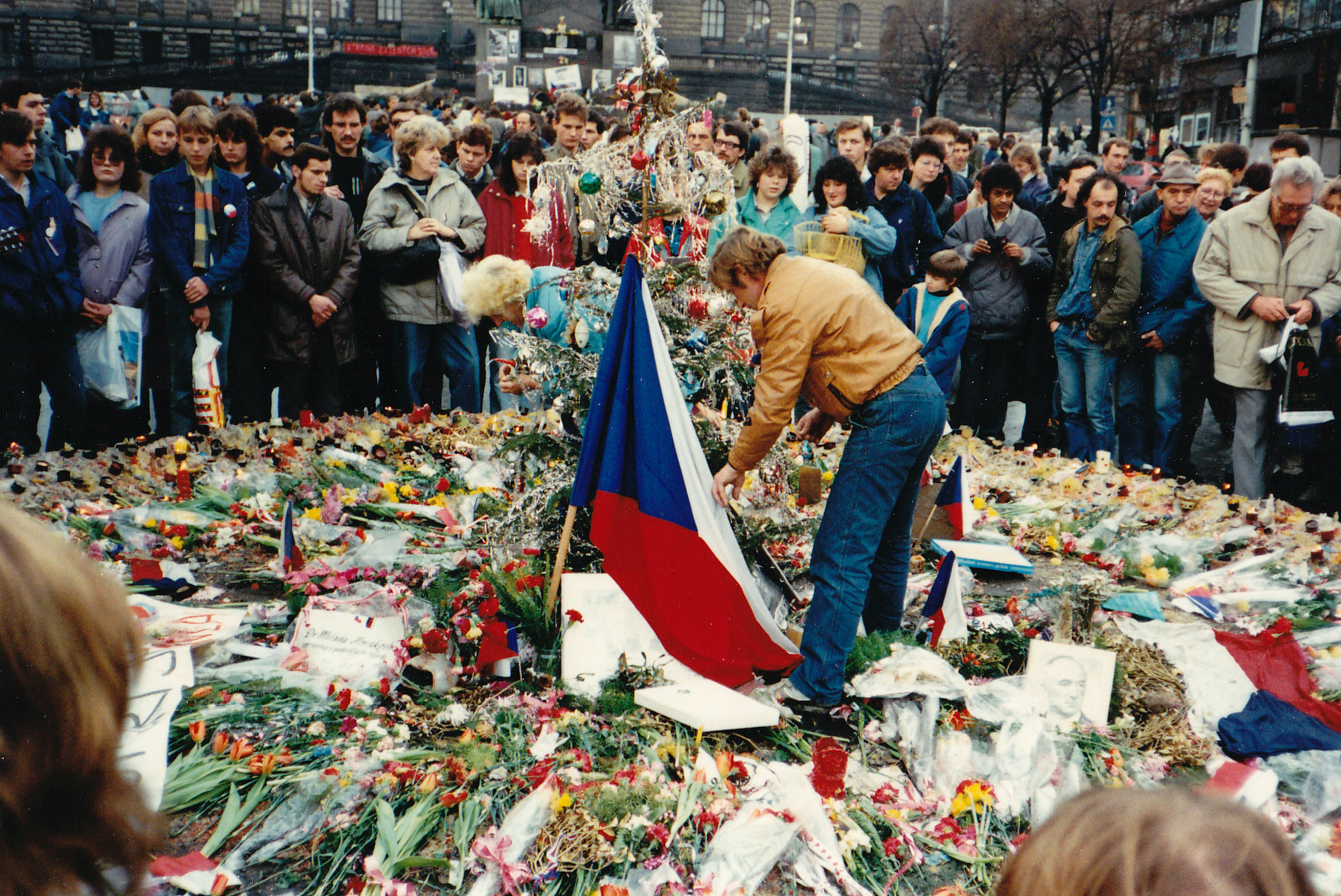
واتسلاو هاول در حال بزرگداشت کشته شدگان اعتراضات ۱۹۳۹ پراگ

اصطلاح انقلاب مخملی توسط ریتا کلیمووا، مترجم مخالفان که بعداً سفیر چکسلواکی در ایالات متحده شد، ابداع شد. این اصطلاح در سطح بین‌المللی برای توصیف انقلاب چکسلواکی به کار می‌رفت، هرچند مردم چک نیز از این اصطلاح استفاده می‌کردند. پس از تجزیه چکسلواکی در سال ۱۹۹۳، اسلواکی از اصطلاح انقلاب ملایم استفاده کرد، اصطلاحی که اسلواک‌ها از ابتدا برای انقلاب استفاده می‌کردند. جمهوری چک همچنان از این رویداد به عنوان انقلاب مخملی یاد می‌کند.
نظریه پردازان انقلاب، مانند یاروسلاو کریچی، استدلال کردند که «انقلاب مخملی» یک انقلاب واقعی نبود، زیرا یک انقلاب بنا به تعریف، تغییرات را با خشونت نامشروع به پیش می‌برد. طرفداران انقلاب استدلال می‌کنند که انقلاب مخملی یک انقلاب مشروع است، زیرا در یک "وضعیت انقلابی" حاکمیت مورد مناقشه است و در نهایت منجر به انتقال قدرت ("نتیجه انقلابی") می‌شود.
انقلاب مخملی جزو نخستین «انقلاب‌های رنگی» جهان محسوب می‌شود.

## آرمان‌های انقلاب

معترضان در حال تقدیم گل به نیروهای امنیتی

در ماه‌های منتهی به انقلاب و در طی آن، شهروندان با استفاده از اعلامیه‌هایی که به صورت دسته جمعی توزیع می‌شد، ایده‌های خود را منتشر می‌کردند. صدها بروشور با پیام‌های مختلف چاپ شد، اما بیشتر آنها حاوی ایده‌های مشابهی بودند. در تابستان ۱۹۸۹ «هشت قاعده گفتگو» یکی از پرتیراژترین مطالبی بود که از حقیقت، تفاهم و همدلی، بحث آگاهانه و محترمانه، پرهیز از حملات شخصی و ذهن باز حمایت می‌کرد. مطالب دیگر کمتر بر تکنیک‌های ارتباطی و بیشتر بر ایده‌آل‌ها تمرکز داشتند. دموکراسی، آزادی، خشونت پرهیزی، انصاف و انسانیت وهمچنین خودسازماندهی، نمایندگی سیاسی و بهبود شرایط کاری از جمله این مضامین رایج بودند.

## عوامل خارجی
رویدادهای نوامبر ۱۹۸۹ تأیید کرد که عوامل بیرونی کاتالیزورهای مهمی برای فروپاشی کمونیسم در چکسلواکی بودند؛ بنابراین، وقایع لهستان و مجارستان و فروپاشی رژیم در آلمان شرقی، که هر دو را می‌توان در نگرش جدید شوروی نسبت به اروپای شرقی جستجو کرد، چک‌ها و اسلواک‌ها را تشویق کرد تا برای کسب آزادی خود به خیابان‌ها بیایند. با این حال، عوامل ملی، از جمله بحران اقتصادی و سیاسی و اقدامات گروه‌ها و افرادی که در جهت تحول تلاش می‌کردند، حمایت از نظام سیاسی موجود را کاهش داد.
مذاکره در مورد تجدید روابط با ایالات متحده و اسرائیل با برگزاری جلساتی در اوایل سال ۱۹۸۹ با بحث در مورد موضوعات مختلفی آغاز شد. همهٔ طرف‌های درگیر، منافع استراتژیکی در بهبودِ روابط فی‌مابین داشتند، و برخورد با یهودیان، مسئله میراث یهودیت و فراموش نکردن هولوکاست یکی از آزمون‌های نهادنما (نمایانگر) برای موفقیت کلی این نزدیکی و دوستی مجدد بود.

## سرعت تغییرات
واکنش دولت به اعتصابات نشان داد که در حالی که انزوای جهانی فشارهایی را برای تغییرات سیاسی، اجتماعی و اقتصادی ایجاد می‌کند، وقایع بعدی را نمی‌توان از پیش تعیین کرد. به ندرت کسی فکر می‌کرد که دولت کمونیستی می‌تواند به این سرعت فرو بپاشد. به نظر نمی‌رسید که اعتصاب دانشجویان و تئاتر بتواند حکومتی را که هر نوع اعتراضاتی را سرکوب می‌کرد، سرنگون کند. این مرحله «مردمی» انقلاب، با پیروزی‌هایی همراه شد که با بسیج موفق انجمن مدنی برای اعتصاب عمومی ۲۷ نوامبر امکان‌پذیر شد و باعث شد انجمن مدنی مشروعیت خود را برای صحبت از طرف ملت در مذاکرات با دولت تثبیت کند. تظاهرات گسترده‌ای که در ۱۷ نوامبر به وقوع پیوست به استعفای رهبری حزب میلوش یاکش، حذف حزب از نقش رهبری کشور و ایجاد دولت غیر کمونیستی انجامید. حامیان انقلاب علاوه بر ایجاد اصلاحات اساسی در تشکیلات سیاسی و ارزشی، ساختار و سیاست‌های اقتصادی و سیاست خارجی، باید فوراً مسئولیت اداره دولت را بر عهده می‌گرفتند.

## جرینگ جرینگ کلیدها
یکی از عناصر انقلاب مخملی به صدا درآوردن جرینگ جرینگ کلیدها برای نشان دادن حمایت از اعتراضات بود. این عمل دو معنا داشت - نماد باز شدن قفل درها و روش تظاهرکنندگان برای گفتن: "خداحافظ، وقت رفتن به خانه است" به کمونیست‌ها بود."
یک سکه یادبود ۲ یورویی توسط اسلواکی در ۱۷ نوامبر ۲۰۰۹ به مناسبت بیستمین سالگرد انقلاب انتشار یافت. این سکه یک کلید را که در داخل یک زنگ قرار دارد به تصویر می‌کشد. اورسولا لو گویین داستان کوتاهی به نام «باز کردن هوا» نوشت که در آن صدای جرینگ جرینگ کلیدها نقش اصلی را در آزادی کشوری خیالی به نام اورسینیا ایفا کرد.